# Adrián Zambrano
Adrián Alejandro Zambrano Rondón (Maracaibo, estado Zulia, Venezuela; 21 de mayo de 2000) es un futbolista venezolano que juega como defensa y actualmente se encuentra sin equipo.

## Trayectoria

### Zulia F.C.
Hizo las categorías inferiores en dicho club; gracias a sus buenas impresiones en ellas, debutó con el primer equipo del Zulia el 24 de agosto de 2016 en Copa Venezuela en el partido de vuelta de los octavos de final ante Yaracuyanos, en donde salió de titular y jugó los 90 minutos. Para el año 2017, gracias a sus buenas presentaciones con su equipo es convocado y participa en el Campeonato Sudamericano Sub-17, dejando buenas sensaciones, luego de eso Zambrano ha sido regular en su club, jugando como Juvenil Regla.

## Selección nacional

### Campeonato Sudamericano Sub-17
| Sudamericano Sub-17 | Sede  | Resultado    | Partidos | Goles | Asistencias |
| ------------------- | ----- | ------------ | -------- | ----- | ----------- |
| Sudamericano 2017   | Chile | Quinto lugar | 7        |       |             |

## Clubes
| Club     | País      | Año         | Partidos | Goles |
| -------- | --------- | ----------- | -------- | ----- |
| Zulia FC | Venezuela | 2016 - 2019 | 13       | 0     |

## Palmarés

### Campeonato Nacionales
| Título          | Club     | País      | Año  |
| --------------- | -------- | --------- | ---- |
| Copa Venezuela  | Zulia FC | Venezuela | 2016 |
| Torneo Clausura | Zulia FC | Venezuela | 2016 |
| Copa Venezuela  | Zulia FC | Venezuela | 2018 |